# 沙图瓦拉
沙图瓦拉（约公元前1300年前后在位）（英語：Shattuara）米坦尼国王。米坦尼为亚述击败后，他被其国王阿达德·尼拉里一世放逐，后又将他释放。在之后的一次叛乱中再次被亚述击败，并被杀死。